# Popgasm
Popgasm ist das zweite Studioalbum der finnischen Pop-Rock-Band Sunrise Avenue. Es erschien am 6. Mai 2009 und ist der Nachfolger von On the Way to Wonderland. Nacheinander wurden die Singles The Whole Story, Not Again und Welcome to My Life ausgekoppelt.
Keines der Lieder konnte den Erfolg der Hitsingle Fairytale Gone Bad des Vorgängeralbums On the Way to Wonderland wiederholen. Lediglich in den Airplay-Charts landete The Whole Story an der Spitze. Das Album ist insgesamt ruhiger gehalten als der Vorgänger On the Way to Wonderland und im Bereich Pop-Rock anzusiedeln.

## Titelliste
1. Dream Like a Child – 4:21
2. The Whole Story – 3:33
3. Rising Sun – 3:54
4. Welcome to My life – 3:29
5. Not Again – 3:52
6. Bad – 3:28
7. Monk Bay – 03:49
8. Bye Bye (One Night Kind) – 3:19
9. Kiss ‘n’ Run – 3:14
10. 6-0 – 3:15
11. Birds and Bees – 3:07
12. Sail Away with Me – 4:07
13. My Girl Is Mine – 3:15
14. Something Sweet – 6:42

### Veröffentlichungen
Als Leadsingle wurde The Whole Story am 2. März 2009 veröffentlicht, in Deutschland erschien das Lied offiziell am 30. März 2009. Not Again wurde als zweite Single Anfang September 2009 veröffentlicht, konnte sich allerdings nur in den Airplay-Charts platzieren. Als dritte Single erschien am 20. November 2009 Welcome to My Life.

## Rezeption
laut.de war von der gesanglichen Darbietung Samu Habers begeistert. „Kein Track, in dem er die Spannweite vom maskulinen Bariton bis zu dramatischen falsett-gespickten Emo-Vocals nicht ausreizt.“ Auch für die „straighten Rocksongs wie The Whole Story und Midtempo-Rocker mit unwiderstehlichen Hooklines wie Not Again“ erntete die Band Lob. 
Weniger gut fällt das Urteil über die folgenden Titel aus: „Welcome To My Life und Bad bringen 08/15-Schnulzen mit reichlich Streicher-Kleister und unnötigem Popanz zu Tage. Und Kiss N' Run kommt mit seinen Pappmaché-Drums und Synthesizer-Grausamkeiten schwülstig ohne Ende um die Ecke und verdirbt einem fast den Spaß.“
cdstarts.de kritisierte: „Einzig der Schlusstrack ist eine schöne Pop-Ballade, die ein wenig berührt, aber sonst gibt es leider zu viel Unterdurchschnittliches zu hören.“ Dort wird das Album als „Teenpop Marke Sunrise Avenue, der schwer verdaulich im Magen liegen bleibt“ bezeichnet.

## Chartplatzierungen

### Album
| ChartsChartplatzierungen | Höchstplatzierung | Wochen |
| ------------------------ | ----------------- | ------ |
| Deutschland (GfK)        | 16 (5 Wo.)        | 5      |
| Österreich (Ö3)          | 13 (5 Wo.)        | 5      |
| Schweiz (IFPI)           | 7 (9 Wo.)         | 9      |
| Finnland (IFPI)          | 5 (6 Wo.)         | 6      |

### Singles
| Jahr | Titel              | Höchstplatzierung, Gesamtwochen, AuszeichnungChartplatzierungen (Jahr, Titel, , Platzierungen, Wochen, Auszeichnungen, Anmerkungen) | Höchstplatzierung, Gesamtwochen, AuszeichnungChartplatzierungen (Jahr, Titel, , Platzierungen, Wochen, Auszeichnungen, Anmerkungen) | Höchstplatzierung, Gesamtwochen, AuszeichnungChartplatzierungen (Jahr, Titel, , Platzierungen, Wochen, Auszeichnungen, Anmerkungen) | Höchstplatzierung, Gesamtwochen, AuszeichnungChartplatzierungen (Jahr, Titel, , Platzierungen, Wochen, Auszeichnungen, Anmerkungen) | Anmerkungen                            |
| Jahr | Titel              | DE | AT | CH | FI | Anmerkungen                            |
| ---- | ------------------ | --- | --- | --- | --- | -------------------------------------- |
| 2009 | The Whole Story    | DE26 (10 Wo.)DE | AT36 (8 Wo.)AT | CH82 (3 Wo.)CH | FI14 (2 Wo.)FI | Erstveröffentlichung: 25. März 2009    |
| 2009 | Welcome to My Life | DE35 (9 Wo.)DE | — | — | — | Erstveröffentlichung: 28. Oktober 2009 |